# Abdalá Mam
Abdalá Mam (10 de noviembre de 1975) es un deportista marroquí que compitió en atletismo adaptado. Ganó dos medallas en los Juegos Paralímpicos de Verano, oro en Pekín 2008 y bronce en Londres 2012.

## Palmarés internacional
| Juegos Paralímpicos | Juegos Paralímpicos   | Juegos Paralímpicos | Juegos Paralímpicos |
| Año                 | Lugar                 | Medalla             | Prueba              |
| ------------------- | --------------------- | ------------------- | ------------------- |
| 2008                | Pekín (China)         | Medalla de oro      | 800 m T13           |
| 2012                | Londres (Reino Unido) | Medalla de bronce   | 800 m T13           |